# 伊夫·唐吉
伊夫·唐吉（法語：Raymond Georges Yves Tanguy；1900年1月5日—1955年1月15日）法国超现实主义画家，生于法国巴黎，1918年短暂在商船上工作，后被招入陆军，1922年退伍。虽然未受过任何正规的美术训练，但1923年，在看到乔治·德·基里科的画作后，深受感动开始从事绘画。1925年加入超现实主义画家群，参加其画展。期间找到自身独特风格，类似达利的画法，描绘古怪，知名作品为1951年的《不可见元素》（The Invisibles / The Transparent Ones），1939年移居美国，1955年死于美国康涅狄格州。